# Jedan i jedan
Jedan i jedan, treći je studijski album zagrebačke hip-hop/rap grupe Tram 11. Album je objavljen 14. siječnja 2022., a izdavač bio je Menart. 
Sadržaj nekih pjesama izazvao je podijeljene reakcije u stručnoj i kasnije široj javnosti, a mnogi su album opisali kontroverznim, te ga 24. siječnja 2022. izdavač Menart uz ispriku povlači iz prodaje i prekida suradnju s Tram 11. Album potom izlazi pod novoosnovanom izdavačkom kućom "Pad sistema records".

## Popis pjesama
| 1.  | »Tram vruća linija«            | 0:26 |
| 2.  | »Druga su vremena«             | 3:07 |
| 3.  | »Pričamo o ...«                | 3:49 |
| 4.  | »Fali vam (malo gengsta)«      | 3:40 |
| 5.  | »Uhićen«                       | 3:57 |
| 6.  | »Birajte 2«                    | 0:07 |
| 7.  | »Rapperi su slatki«            | 3:10 |
| 8.  | »Potez lovca«                  | 4:04 |
| 9.  | »Upad u klub«                  | 4:52 |
| 10. | »Birajte 3«                    | 1:04 |
| 11. | »Deset dana u ljubavi«         | 4:24 |
| 12. | »Jebo sliku svoju«             | 3:38 |
| 13. | »Tvrda kopija«                 | 4:00 |
| 14. | »Birajte 4«                    | 0:07 |
| 15. | »Priče sa tamne strane«        | 3:50 |
| 16. | »Novi plan«                    | 3:15 |
| 17. | »PŠK«                          | 3:36 |
| 18. | »Tko nam je probao uzeti sjaj« | 3:36 |

## Vanjske poveznice
- Jedan i jedan na Discogsu, discogs.com